# Tir amb arc als Jocs Olímpics d'estiu de 1908
Als Jocs Olímpics de 1908 realitzats a la ciutat de Londres es disputaren tres competicions de tir amb arc, dues de masculines i una de femenina. Participaren en la competició tiradors de tres nacionalitats: 41 britànics (25 dones i 16 homes), 15 francesos i un estatunidenc.

## Resum de medalles
| Prova                                 | Or             | Argent               | Bronze              |
| Doble ronda York masculina detalls    | William Dod    | Reginald Brooks-King | Henry B. Richardson |
| Estil continental masculí detalls     | Eugène Grisot  | Louis Vernet         | Gustave Cabaret     |
| Doble ronda Nacional femenina detalls | Queenie Newall | Lottie Dod           | Beatrice Hill-Lowe  |

## Medaller

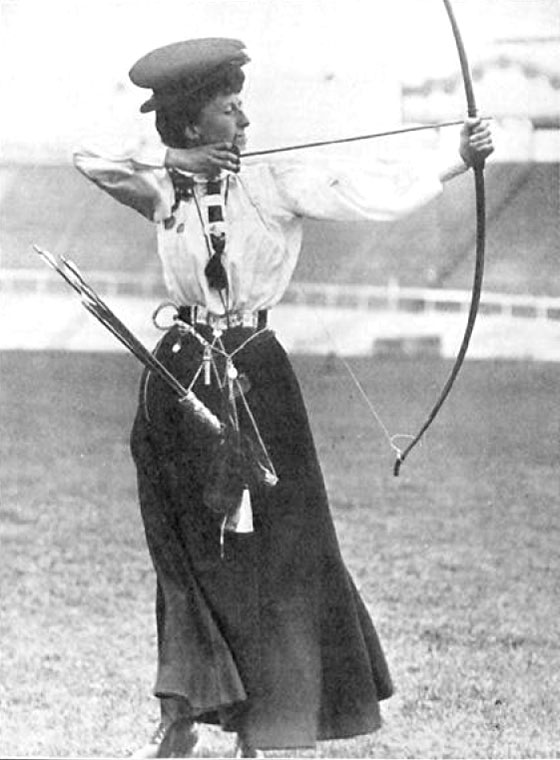
La tiradora Queenie Newall.

| Posició | País         | Or | Argent | Bronze | Total |
| 1       | Regne Unit   | 2  | 2      | 1      | 5     |
| 2       | França       | 1  | 1      | 1      | 3     |
| 3       | Estats Units | 0  | 0      | 1      | 1     |